# Digitalis laevigata
Digitalis laevigata là một loài thực vật có hoa trong họ Mã đề. Loài này được Waldst. & Kit. mô tả khoa học đầu tiên năm 1804.

## Hình ảnh

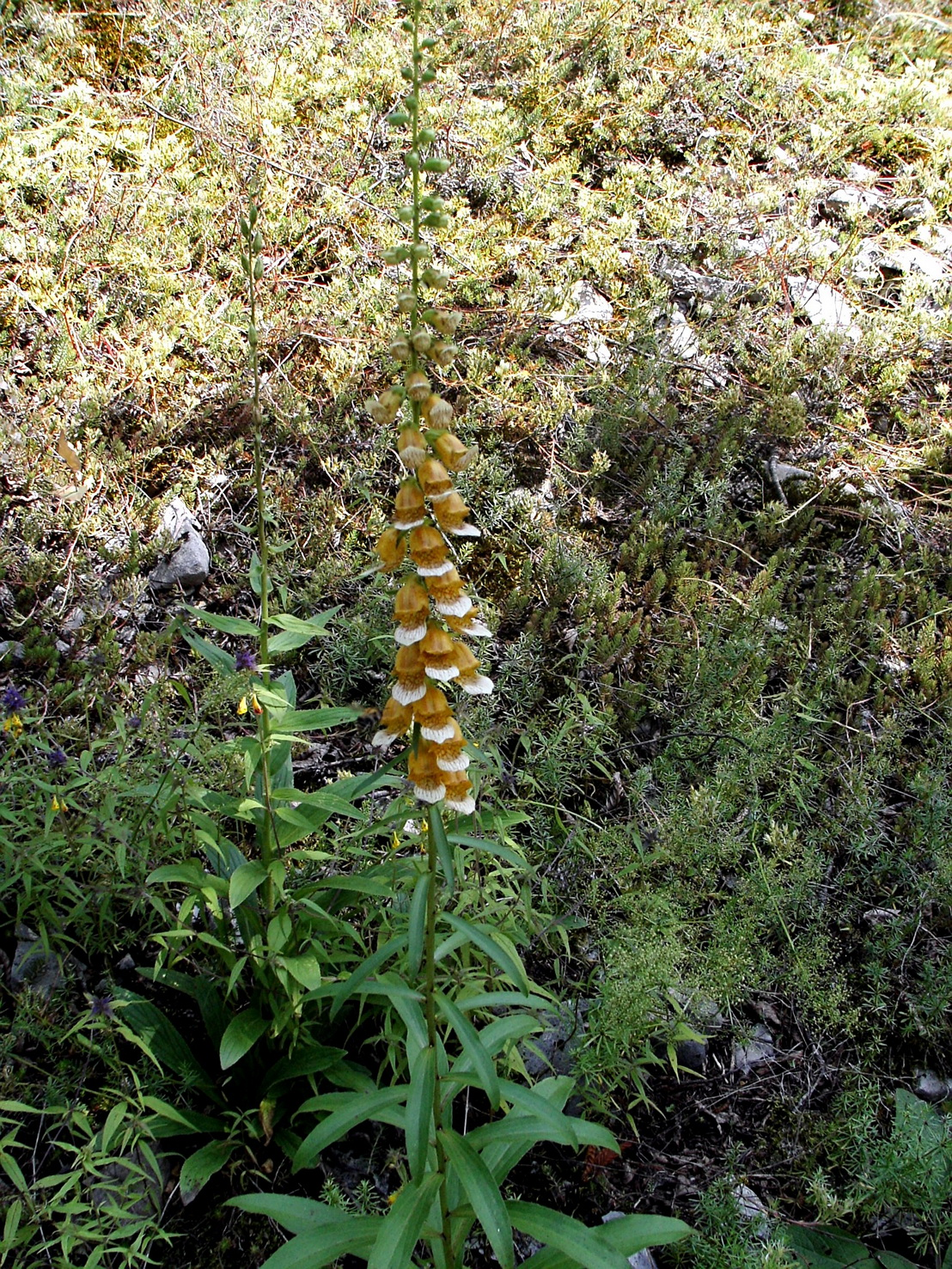
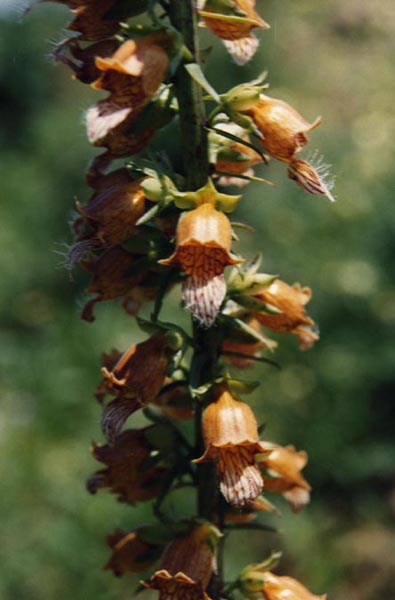
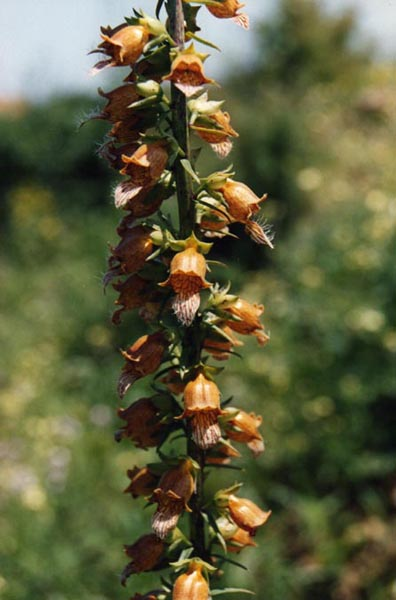
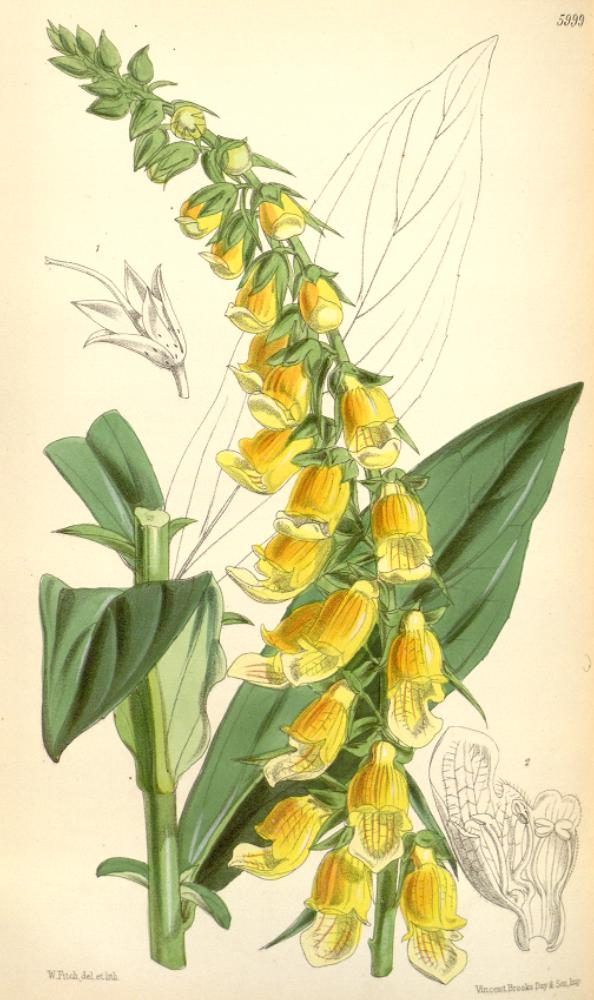